# Suzanne Staggs
Suzanne Therese Staggs (* 11. Mai 1965) ist eine US-amerikanische Astronomin und Astrophysikerin an der Princeton University. Sie ist vor allem für ihre Arbeiten zur kosmischen Mikrowellenhintergrundstrahlung (Cosmic Microwave Background, CMB) bekannt.

## Leben und Wirken
Suzanne Staggs erwarb 1987 an der Rice University einen Bachelor und 1993 bei David Todd Wilkinson an der Princeton University einen Ph.D. mit der Arbeit An absolute measurement of the cosmic background radiation temperature at 1.4 GHz. Als Postdoktorandin arbeitete sie an der University of Chicago, bevor sie 1996 an der Princeton University eine erste Professur erhielt. In Princeton ist sie (Stand 2020) Henry De Wolf Smyth Professor of Physics.
Staggs hatte leitende Funktionen bei zahlreichen wichtigen kosmologischen Experimenten inne, darunter PIQUE, CAPMAP (Cosmic Anisotropy Polarization Mapper), QUIET (Q/U Imaging ExperimenT), Atacama B-mode Search (ABS) und Atacama Cosmology Telescope (ACT). Sie gehört zu den Gründern des Simons Observatory.
Staggs hat laut Datenbank Scopus einen h-Index von 57 (Stand Juli 2024).

## Auszeichnungen (Auswahl)
- 1998 Sloan Research Fellowship[2]
- 2004 Maria Goeppert-Mayer Award der American Physical Society[3]
- 2014 Fellow der American Physical Society[4]
- 2017 Mitglied der American Academy of Arts and Sciences[5][6]
- 2020 Mitglied der National Academy of Sciences[7]